# Anthurium acutibacca
Anthurium acutibacca är en kallaväxtart som beskrevs av Thomas Bernard Croat och M.M.Mora. Anthurium acutibacca ingår i släktet Anthurium och familjen kallaväxter. Inga underarter finns listade.